# Opisthorchis tonkae
Opisthorchis tonkae är en plattmaskart. Opisthorchis tonkae ingår i släktet Opisthorchis och familjen Opisthorchiidae. Inga underarter finns listade i Catalogue of Life.